# Comuna de Jabłonka
Jabłonka (polaco: Gmina Jabłonka) é uma gminy (comuna) na Polónia, na voivodia de Pequena Polónia e no condado de Nowotarski. A sede do condado é a cidade de Jabłonka.
De acordo com os censos de 2004, a comuna tem 16 796 habitantes, com uma densidade 78,8 hab/km².

## Área
Estende-se por uma área de 213,28 km², incluindo:
- área agrícola: 60%
- área florestal: 34%

## Demografia
Dados de 30 de Junho 2004:
|                      | Total   | Total | Mulheres | Mulheres | Homens  | Homens |
| -------------------- | ------- | ----- | -------- | -------- | ------- | ------ |
|                      | pessoas | %     | pessoas  | %        | pessoas | %      |
| População            | 16 796  | 100   | 8430     | 50,2     | 8366    | 49,8   |
| Densidade (pop./km²) | 78,8    | 100   | 39,5     | 39,5     | 39,2    | 39,2   |

De acordo com dados de 2002, o rendimento médio per capita ascendia a 1298,62 zł.

## Subdivisões
- Chyżne, Jabłonka, Jabłonka-Bory, Lipnica Mała, Orawka, Podwilk, Zubrzyca Dolna, Zubrzyca Górna.

## Comunas vizinhas
- Bystra-Sidzina, Czarny Dunajec, Lipnica Wielka, Raba Wyżna, Spytkowice, Zawoja.